# Nannophlebia biroi
Nannophlebia biroi is een libellensoort uit de familie van de korenbouten (Libellulidae), onderorde echte libellen (Anisoptera).
De wetenschappelijke naam Nannophlebia biroi is voor het eerst geldig gepubliceerd in 1900 door Förster.